# 全日本ピアノコンクール
全日本ピアノコンクール（ぜんにほんピアノコンクール、英: Japan piano competition）は、日本初となる動画オンライン審査＋ホール対面審査という、新しいハイブリッド審査方法を採用した小学生から一般向けのピアノコンクール。

## 概要
新型コロナウイルス感染症により生活が大きく変化した2020年3月、日本初となる全国規模のオンラインによるピアノコンクール「全日本ピアノeコンクール」が誕生した。 
2021年、名称を「全日本ピアノコンクール」と改め公平性・透明性をさらに追及し、動画オンライン審査＋ホール対面審査という新しい審査方法を採用、全国を180地区に分けて行う地区大会にはじまり、都道府県大会、ブロック大会、そして全国大会と4つのステージで開催。
2022年、地区大会とブロック大会で会場演奏と動画提出のエントリー方法から選択可能となるほか、より多くの人がチャレンジできるよう全17部門を開設。また審査員には、海外の著名なピアニストも名を連ねている。

## コンクールの特徴
指導者／参加者／応援者 三者で作る開けたピアノコンクール

### 趣旨
- ピアノ学習者およびピアノ指導者の学習・研究の一つの目標となること。
- 音楽文化の全国的な普及。
- 優れた音楽的才能の発掘・育成。
- 音楽コンクールの可能性への追求。

出典:

## 審査員
国内の音楽大学、教授・講師またはピアニストを中心とした約200名程で構成。

### 主な審査員
- Victor Rosenbaum
- Ilya Rashkovskiy
- Bernd Goetzke
- 青柳晋
- 有吉亮治
- 泉ゆりの
- 上野優子
- 江本純子
- 大田佳弘
- 小倉貴久子
- 金子 恵
- 黒岩航紀
- 坂本真由美
- 下田幸二
- 正住真智子
- 菅野雅紀
- 菅原望
- 武田真理
- 田村響
- 土屋美寧子
- 浜野与志男
- 日比谷友妃子
- 本多昌子
- 松本和将
- 三浦友理枝
- 山田剛史